# Liste des juges au Tribunal fédéral suisse
Pour un article plus général, voir Tribunal fédéral (Suisse).
Cet article détaille la composition des différentes cours du Tribunal fédéral suisse.

## Cours
La personne présidant la cour en question est indiquée en gras.

### Première Cour de droit public
| Prénom et nom     | Langue maternelle | Date de naissance | Études           | Date d'élection   | Fonctions précédentes | Parti | Parti |
| ----------------- | ----------------- | ----------------- | ---------------- | ----------------- | --- | ----- | ----- |
| François Chaix    | français          | 8 août 1964       | Genève et Trèves | 28 septembre 2011 | - 1994-1996 : substitut du procureur à Genève - 2001-2011 : juge à la Cour de justice du canton de Genève - 2002-2011 : juge suppléant au TF | PLR   |       |
| Stephan Haag      | allemand          | 16 décembre 1960  | Bâle             | 24 septembre 2014 | 1988-2014 : greffier au TF | PVL   |       |
| Monique Jametti   | allemand          | 7 septembre 1956  | Berne et Genève  | 24 septembre 2014 | 1982-2014 : collaboratrice à l'Office fédéral de la justice                                                                                  | UDC   |       |
| Lorenz Kneubühler | allemand          | 22 juin 1965      | Berne            | 13 juin 2012      | - 1992-1999 : greffier à la Cour suprême du canton de Berne - 2007-2012 : juge au Tribunal administratif fédéral                             | PSS   |       |
| Laurent Merz      | français          | 1964              | Munich           | 17 juin 2020      | - 1999-2012 : greffier au TF - 2012-2020 : juge au Tribunal cantonal vaudois                                                                 | PES   |       |
| Thomas Müller     | allemand          | 19 juillet 1964   | Berne            | 25 septembre 2019 | 2004-2019 : juge au Tribunal administratif du canton de Berne                                                                                | UDC   |       |

### Deuxième Cour de droit public
| Prénom et nom           | Langue maternelle | Date de naissance | Études               | Date d'élection   | Fonctions précédentes | Parti | Parti |
| ----------------------- | ----------------- | ----------------- | -------------------- | ----------------- | --- | ----- | ----- |
| Florence Aubry Girardin | français          | 10 mai 1964       | Neuchâtel            | 3 octobre 2007    | - 1995-2006 : greffière au TF - 2007: juge au Tribunal administratif fédéral | PES   |       |
| Michael Beusch          | allemand          | 11 novembre 1969  | Zurich               | 25 septembre 2019 | - 1998-2019 : juge au tribunal administratif de Zurich - 2007-2019 : juge au Tribunal administratif fédéral - depuis 2013 : juge au Tribunal militaire de cassation                         | PSS   |       |
| Yves Donzallaz          | français          | 26 novembre 1961  | Fribourg             | 19 mars 2008      | 1987-2008 : avocat-notaire en Valais | UDC   |       |
| Julia Hänni             | allemand          | 29 mai 1977       | Zurich et Saint-Gall | 19 juin 2019      | 2012-2016 : greffière au TF | UDC   |       |
| Hans Georg Seiler       | allemand          | 2 mai 1955        | Berne                | 16 mars 2005      | - 1982-1990 : juriste à l'Office fédéral de l'environnement - 1995-1999 : greffier au TF - 1999-2005 : juge suppléant au TF - 2000-2005 : juge au Tribunal administratif du canton de Berne | UDC   |       |
| Andreas Zünd            | allemand          | 8 février 1957    | Berne                | 17 décembre 2003  | - 1987-1996 : greffier au TF - 1996-2003 : juge suppléant au TF - 2002-2003 : juge au Tribunal cantonal d'Argovie                                                                           | PSS   |       |

### Première Cour de droit civil
| Prénom et nom              | Langue maternelle | Date de naissance | Études                         | Date d'élection   | Fonctions précédentes | Parti | Parti |
| -------------------------- | ----------------- | ----------------- | ------------------------------ | ----------------- | --- | ----- | ----- |
| Fabienne Hohl              | français          | 14 mai 1956       | Fribourg, Berkeley et Hambourg | 12 décembre 2001  | - 1994-1996 : greffière au TF - 1996-2001 : juge au Tribunal cantonal fribourgeois | PLR   |       |
| Christina Kiss             | allemand          | 3 septembre 1960  | Bâle et Berne                  | 1er octobre 2003  | - 1993-2003 : Office fédéral de la justice - 1998-2003 : juge au Tribunal cantonal de Bâle-Campagne | PLR   |       |
| Marie-Chantal May Canellas | français          | 28 juillet 1973   | Neuchâtel                      | 28 septembre 2016 | - 2002 : juriste à l'Administration fédérale des contributions - 2006 : greffière au Tribunal cantonal vaudois - 2007-2012 : greffière au Tribunal administratif fédéral - 2012-2016 : juge au Tribunal administratif fédéral | PDC   |       |
| Martha Niquille            | allemand          | 27 août 1954      | Saint-Gall                     | 1er octobre 2008  | 1993-2008 : juge au Tribunal cantonal de Saint-Gall (2005-2007 : présidente) | PDC   |       |
| Yves Rüedi                 | allemand          | 30 septembre 1976 | Saint-Gall                     | 11 décembre 2013  | - 2006-2013 : juge au Tribunal cantonal de Glaris - 2012-2013 : juge suppléant au TF | UDC   |       |

### Deuxième Cour de droit civil
| Prénom et nom       | Langue maternelle | Date de naissance | Études               | Date d'élection   | Fonctions précédentes                                                                                            | Parti     | Parti |
| ------------------- | ----------------- | ----------------- | -------------------- | ----------------- | --- | --------- | ----- |
| Grégory Bovey       | français          | 14 novembre 1973  | Lausanne et NYU      | 19 mars 2014      | 2007-2014 : juge à la Cour de justice du canton de Genève                                                        | PLR       |       |
| Matthias Kradolfer, | allemand          | 1985              | Zurich et Saint-Gall | 27 septembre 2023 | 2021-2023 : Juge suppléant au TF                                                                                 | PLR       |       |
| Christian Herrmann  | français          | 9 décembre 1961   | Neuchâtel            | 23 septembre 2009 | - 1997-2001 : juge d'instruction à Bienne - 2002-2009 : juge à la Cour suprême du canton de Berne                | UDC       |       |
| Luca Marazzi        | italien           | 16 octobre 1955   | Zurich               | 2 octobre 2002    | - 1994-1996 : procureur au Tessin - 1996-2002 : juge d'instruction au Tessin - 2002 : juge d'instruction fédéral | PLR       |       |
| Rolf von Felten,    | allemand          | 1971              | Zurich et Lausanne   | 27 septembre 2023 | 2019-2023 : juge à la cour suprême du canton de Soleure                                                          | Le Centre |       |
| Nicolas von Werdt   | allemand          | 15 septembre 1959 | Berne et NYU         | 1er octobre 2008  | 2001-2008 : juge suppléant TF                                                                                    | UDC       |       |

### Première Cour de droit social
| Prénom et nom    | Langue maternelle | Date de naissance | Études                      | Date d'élection   | Fonctions précédentes | Parti | Parti |
| ---------------- | ----------------- | ----------------- | --------------------------- | ----------------- | --- | ----- | ----- |
| Bernard Abrecht  | français          | 22 avril 1966     | Lausanne et Aberdeen        | 19 juillet 2019   | - 1996-2008 : greffier au TF - 1997-2015 : - juge suppléant (jusqu'en 2008) - juge (dès 2009) au Tribunal cantonal vaudois - 2014-2019 : juge suppléant au TF | PSS   |       |
| Alexia Heine     | allemand          | 28 avril 1969     | Saint-Gall, Paris et Munich | 26 septembre 2012 | - 2006-2007 : greffière au Tribunal fédéral des assurances - 2002-2012 : juge au Tribunal des assurances de Zurich                                            | UDC   |       |
| Marcel Maillard  | allemand          | 25 mai 1959       | Berne                       | 1er octobre 2008  | 1994-1996 : greffier au Tribunal cantonal d'Uri | PDC   |       |
| Daniela Viscione | allemand          | 27 décembre 1963  | Zurich                      | 28 septembre 2016 | - 1998-2016 : juge au Tribunal cantonal d'Argovie - 2014-2016 : juge suppléante au TF                                                                         | UDC   |       |
| Martin Wirthin   | allemand          | 26 avril 1959     | Bâle                        | 23 septembre 2015 | - 1991-1997 : greffier au Tribunal fédéral des assurances - 1997-2015 : juge au Tribunal cantonal de Lucerne                                                  | PSS   |       |

### Deuxième Cour de droit social
| Prénom et nom        | Langue maternelle | Date de naissance | Études     | Date d'élection   | Fonctions précédentes | Parti | Parti |
| -------------------- | ----------------- | ----------------- | ---------- | ----------------- | --- | ----- | ----- |
| Lucrezia Glanzmann   | allemand          | 1965              | Saint-Gall | 29 septembre 2010 | - 1995-1998 : greffière au Tribunal administratif de Lucerne - 1998-2000 : greffière au Tribunal administratif fédéral - 2000-2010 : juge au Tribunal cantonal lucernois                                                                 | PLR   |       |
| Ulrich Meyer         | allemand          | 28 octobre 1953   | Berne      | 1er octobre 1986  | - jusqu'en 1981 : collaborateur juridique auprès de l'Office fédéral de la justice - 1981-1986 : greffier au Tribunal fédéral des assurances (président en 1998-1999) - 2013-2016 : vice-président du TF - depuis 2017 : président du TF | PSS   |       |
| Margit Moser-Szeless | français          | 31 octobre 1971   | Genève     | 10 décembre 2014  | - 1998-2001 : collaboratrice à l'Office fédéral de la justice - 2001-2014 : greffière au TF | UDC   |       |
| Francesco Parrino    | italien           | 1967              | Neuchâtel  | 25 septembre 2013 | - 1996-2000 : juriste au Secrétariat général du DFI - 2000-2007 : membre de la Commisssion de recours en matière d'AVS/AI - 2007-2013 : juge au Tribunal administratif fédéral                                                           | PSS   |       |
| Thomas Stadelmann    | allemand          | 28 octobre 1958   | Fribourg   | 9 décembre 2009   | - 1997-2006 : juge au Tribunal administratif du canton de Lucerne - 2007-2010 : juge au Tribunal administratif fédéral | PDC   |       |

### Première Cour de droit pénal
| Prénom et nom            | Langue maternelle | Date de naissance | Études                     | Date d'élection   | Fonctions précédentes | Parti | Parti |
| ------------------------ | ----------------- | ----------------- | -------------------------- | ----------------- | --- | ----- | ----- |
| Christian Denys          | français          | 9 juin 1967       | Lausanne                   | 16 mars 2011      | - 1996-1997 : greffier au Tribunal cantonal vaudois - 1998-2004 : greffier à la Cour de cassation pénale - 2005-2011 : juge au Tribunal cantonal vaudois            | PES   |       |
| Laura Jacquemoud-Rossari | français          | 28 février 1957   | Genève                     | 12 décembre 2001  | - 1986-1989 : juge d'instruction à Genève - 1990-1996 : juge de première instance à Genève - 1997-2007 : juge à la Cour de justice du canton de Genève              | PDC   |       |
| Sonja Koch               | allemand          | 2 décembre 1976   | Zurich et Lausanne         | 25 septembre 2019 | - 2009-2012 : greffière au TF - 2014-2019 : président du Tribunal du Jura bernois-Seeland                                                                           | UDC   |       |
| Giuseppe Muschietti      | italien           | 1964              | Zurich et Collège d'Europe | 26 septembre 2018 | - 1995-1996 : juriste auprès de la Cour de justice des Communautés européennes - 2001-2009 : procureur au Tessin - 2009-2018 : juge au Tribunal pénal fédéral       | PLR   |       |
| Beatrice van de Graaf    | allemand          | 6 janvier 1971    | Zurich                     | 25 septembre 2019 | - 2009-2012 : juge suppléante au tribunal de district de Zurich - 2013-2019 : présidente du tribunal d'arrondissement de Schwyz - 2015-2019 : juge suppléante au TF | UDC   |       |
| Christoph Hurni          | allemand          | 19 septembre 1979 | Berne et Bologne           | 23 septembre 2020 | - 2008-2017 : Greffier au tribunal fédéral - 2013-2017 : Juge suppléant à la Cour suprême de Berne - 2017-2020 : Juge à la Cour suprême de Berne                    | PVL   |       |

### Deuxième Cour de droit pénal
| Prénom et nom     | Langue maternelle | Date de naissance | Études                | Date d'élection   | Fonctions précédentes | Parti | Parti |
| ----------------- | ----------------- | ----------------- | --------------------- | ----------------- | --- | ----- | ----- |
| Bernard Abrecht   | français          | 22 avril 1966     | Lausanne et Aberdeen  | 19 juillet 2019   | - 1996-2008 : greffier au TF - 1997-2015 : - juge suppléant (jusqu'en 2008) - juge (dès 2009) au Tribunal cantonal vaudois - 2014-2019 : juge suppléant au TF | PSS   |       |
| Sonja Koch        | allemand          | 2 décembre 1976   | Zurich et Lausanne    | 25 septembre 2019 | - 2009-2012 : greffière au TF - 2014-2019 : président du Tribunal du Jura bernois-Seeland                                                                     | UDC   |       |
| Christoph Hurni   | allemand          | 19 septembre 1979 | Berne et Bologne      | 23 septembre 2020 | - 2008-2017 : Greffier au tribunal fédéral - 2013-2017 : Juge suppléant à la Cour suprême de Berne - 2017-2020 : Juge à la Cour suprême de Berne              | PVL   |       |
| Christian Kölz    | allemand          | 18 août 1980      | Zurich et Neuchâtel   | 28 septembre 2022 | - 2011-2020 greffier au TF - 2013-2022 juge suppléant du District de Meilen - 2020-2022 juge suppléant au TF                                                  | PES   |       |
| Yann-Eric Hofmann | français/allemand | 1978              | Fribourg et Neuchâtel | mars 2023         | - Juge suppléant à la cour de droit pénal au TF - Juge au TC Fribourgeois - Greffier au TC Fribourgeois - Greffier au TAF                                     | PDC   |       |